# Thaddée Ntihinyurwa
Thaddée Ntihinyurwa (Kibeho, 25 de setembre de 1942) és un religiós ruandès, arquebisbe de Kigali des de 1996.
Fou ordenat sacerdot en 1971, i fou ordenat bisbe de Cyangugu de 1981 a 1996. Després va ser nomenat arquebisbe de Kigali tot succeint Vincent Nsengiyumva, que havia estat assassinat en juny de 1994 durant el genocidi ruandès. Entre 1999 i 2003, va ser president de la Conférence épiscopale du Rwanda.
En 2005 fou cridat a declarar en un tribunal gacaca sobre el seu possible paper en els assassinats de tutsis de 1994. En 2009 fou força criticat perquè va obstaculitzar l'exhibició en una església d'un documental sobre el Genocidi de Ruanda, on insinuava que en podria haver pres part. El 2 d'octubre de 2015, seixanta dos dies després de l'apertura del segon Sínode de la família, va obrir oficialment la causa per la canonització de Cyprien i Daphrose Rugamba, que foren assassinats durant el genocidi. En 2017 va celebrar el seu jubileu.